# Baoussi
Baoussi est un village de la commune de Nganha situé dans la région de l'Adamaoua et le département de la Vina au Cameroun.

## Population
En 1967, Baoussi comptait 512 habitants, principalement des Dourou.
Lors du recensement de 2005, 897 personnes y ont été dénombrées.